# Медісон Хуліо
Медісон Марсело Хуліо Сантос (ісп. Madison Marcelo Julio Santos; нар. 10 жовтня 1997, Пірампіро, Еквадор) — еквадорський футболіст, опорний півзахисник.

## Життєпис
Народився в місті Пірампіро. Вихованець «ЛДУ Кіто», де й розпочав дорослу футбольну кар'єру. 6 липня 2014 року вперше потрапив до заявки першої команди на поєдинок вищого дивізіону еквадорського чемпіонату, проти «Мушук Руна», але на поле так і не вийшов. Проте закріпитися в команді не вдалося. Наприкінці січня 2015 року в пошуках ігрової практики перейшов до нижчолігового «Сан-Антоніо», звідки відправлявся в оренду до «Депортіво» (Кіто), «Індепендьєнте дель Валле», «Ель Насьйоналя» та «Клан Жувеніл». У середині липня 2018 року підписав повноцінний контракт з «Текніко Універсітаріо». Після цього виступав за скромні еквадорські клуби «Санто-Домінго», «Америка» (Кіто), «Чакарітас» та «Мігель Ітурральде». На початку лютого 2022 року став гравцем «Депортіво Ель Насьйональ». У 2023 році став одним за провідних гравців команди, зіграв 34 матчі, в яких відзначився 2-ма голами та 1-ю результативною передачею.
На початку грудня 2023 року вільним агентом підписав 3-річний контракт з «Олександрією». Проте в складі «професіоналів» так і не зіграв жодного офіційного матчу, а по завершенні сезону 2023/24 років залишив команду вільним агентом.